# دیسکوسور
دیسکوسور(نام علمی: Discosaurus) نام یک سرده از فراراسته خزنده‌بالگان است.